# Prison du Cherche-Midi
Pour les articles homonymes, voir Cherche-midi.
La prison du Cherche-Midi est une ancienne prison parisienne qui fonctionne de 1847 à 1950 et fut démolie en 1966. Elle est construite à l'emplacement du couvent de la congrégation des filles du Bon-Pasteur, dit aussi maison du Bon-Pasteur, qui devient la caserne du Cherche-Midi. 

## Situation
La prison du Cherche-midi est une prison militaire parisienne, aujourd’hui disparue, qui se situait 54 boulevard Raspail, à l’angle avec le no 38 rue du Cherche-Midi. 

## Historique

### Couvent de la congrégation des filles du Bon-Pasteur
Le couvent de la congrégation des filles du Bon-Pasteur du Cherche-Midi est créé en 1688 par la confiscation d'un immeuble et de terrains, situés rue du Cherche-Midi, au calviniste Léonard Laudouin par Louis XIV, qui octroie une somme de 1 500 livres pour réparer convenablement la bâtisse. Le couvent fondé Marie-Madeleine de Ciz, veuve du sieur Adrien de Combé, protestante nouvellement convertie au catholicisme, a pour vocation d'accueillir « des filles libertines, touchées de repentir et désireuses de se donner entièrement à Dieu ».
Après la construction d'une chapelle, l'établissement fut confirmé par lettres-patentes du mois de juin 1698. Plusieurs personnes, entrainées par l'exemple du monarque, ajoutèrent des dons considérables qui fournirent les moyens d'augmenter les bâtiments et d'y loger jusqu'à 200 filles. 
La maison du Bon-Pasteur accueillait deux groupes différents : celles qu'on nommait sœurs, dont la conduite avait toujours été normale, et qui se consacraient à la conversion des pénitentes, et des personnes qui, revenues des égarements de leur jeunesse, suivaient de leur plein gré l'exemple des premières.
Ce couvent jouissait d'un revenu de 10 000 livres[réf. nécessaire].
La communauté religieuse est supprimée en 1790 durant la Révolution.

### Caserne du Cherche-Midi
Lors de la Révolution française, le ministre de la Guerre y installe des magasins d'habillement de la garnison de Paris, puis l'entrepôt des subsistances des troupes qui composent la garnison de Paris, et qui y reste jusqu'en 1847, année ou le bâtiment est démoli.

### Prison du Cherche-Midi
En 1853, une nouvelle prison militaire de Paris est construite à l'emplacement des bâtiments démolis. Cette prison est destinée à remplacer la prison de l'Abbaye. Cette nouvelle prison est inspirée du système et du régime mis en place dans l'établissement correctionnel d'Auburn, situé dans l’État de New-York aux États-Unis, et basé sur des cellules individuelles. Le régime de détention impose alors travail collectif en silence le jour et isolement en cellule la nuit. Elle peut alors accueillir deux cents détenus. Les conseils de guerre siègent alors de l’autre côté de la rue au 37. Alfred Dreyfus y sera détenu. Le commandant Bernard Leandri en sera ensuite le directeur.
La prison est évacuée entre le 10 et 12 juin 1940 et repliée sur Mauzac. La prison est alors utilisée par les Allemands, pour y interner des opposants politiques et des résistants tels Honoré d'Estienne d'Orves ou Léon-Maurice Nordmann. L'acteur Harry Baur y sera torturé. L’abbé Franz Stock, aumônier allemand, y officie comme dans les prisons de Fresnes et de la Santé. Après la Libération de Paris, elle abrite des prisonniers de guerre allemands. Le général Otto von Stülpnagel et le SS Kurt Gerstein y sont ainsi détenus et s’y suicident.
Le 1er décembre 1947, elle est vidée de ses prisonniers militaires. À l’exception du siège d’un tribunal militaire, elle passe sous le contrôle du ministère de la Justice, qui l'utilise comme simple maison d’arrêt jusqu’à mars 1950, date à laquelle elle sera définitivement abandonnée car insalubre. Délabré, le bâtiment est démoli en 1966. L'ancien portail est installé en 1982 au cimetière de Créteil.
Le bâtiment pour la maison des Sciences de l'Homme est construit en 1970 à son emplacement. Il est partagé à partir de 1976 avec l’École des hautes études en sciences sociales.

#### Liste des directeurs des prisons militaires de Paris
- Commandant Ferdinand Forzinetti (1890 - 1897)
- Commandant Nicolas Pasquier (1901 - ?)
- Commandant Bernard Leandri (?)